# Collegio plurinominale Toscana - 02 (Camera dei deputati 2020)
Il collegio elettorale plurinominale Toscana - 02 è un collegio elettorale plurinominale della Repubblica italiana per l'elezione della Camera dei deputati.

## Territorio
Come previsto dalla legge n. 51 del 27 maggio 2019, il collegio è stato definito tramite decreto legislativo all'interno della circoscrizione Toscana.
Il collegio comprende la zona definita dai tre collegi uninominali Toscana - 01 (Grosseto), Toscana - 05 (Livorno) e Toscana - 09 (Arezzo) quindi tutto il territorio delle province di Grosseto, di Siena, di Livorno e di Arezzo e i comuni di Figline e Incisa Valdarno e di Reggello della città metropolitana di Firenze.

## XIX legislatura

### Risultati elettorali
|                               | Fratelli d'Italia                                       | 163 797 | 27,13 | 1 | 242 089 | 40,10 | 3 |  |  |
|                               | Lega per Salvini Premier                                | 41 345  | 6,85  | – | 242 089 | 40,10 | 3 |  |  |
|                               | Forza Italia                                            | 33 536  | 5,55  | – | 242 089 | 40,10 | 3 |  |  |
|                               | Noi Moderati                                            | 3 411   | 0,56  | – | 242 089 | 40,10 | 3 |  |  |
|                               | Partito Democratico - Italia Democratica e Progressista | 159 874 | 26,48 | 2 | 203 136 | 33,64 | – |  |  |
|                               | Alleanza Verdi e Sinistra                               | 24 683  | 4,09  | – | 203 136 | 33,64 | – |  |  |
|                               | +Europa                                                 | 15 770  | 2,61  | – | 203 136 | 33,64 | – |  |  |
|                               | Impegno Civico – Centro Democratico                     | 2 809   | 0,47  | – | 203 136 | 33,64 | – |  |  |
|                               | Movimento 5 Stelle                                      | 69 921  | 11,58 | 1 | 69 921  | 11,58 | – |  |  |
|                               | Azione - Italia Viva                                    | 50 635  | 8,39  | – | 50 635  | 8,39  | – |  |  |
|                               | Unione Popolare                                         | 13 266  | 2,20  | – | 13 266  | 2,20  | – |  |  |
|                               | Italexit                                                | 10 963  | 1,82  | – | 10 963  | 1,82  | – |  |  |
|                               | Italia Sovrana e Popolare                               | 9 783   | 1,62  | – | 9 783   | 1,62  | – |  |  |
|                               | Vita                                                    | 3 976   | 0,66  | – | 3 976   | 0,66  | – |  |  |
| Totale                        | Totale                                                  | 603 769 | 100   | 4 | 603 769 | 100   | 3 |  |  |
|                               |                                                         |         |       |   |         |       |   |  |  |
| Voti non validi               | Voti non validi                                         | 27 921  | 4,42  |   |         |       |   |  |  |
| Votanti                       | Votanti                                                 | 631 690 | 68,67 |   |         |       |   |  |  |
| Elettori                      | Elettori                                                | 919 885 |       |   |         |       |   |  |  |
|                               |                                                         |         |       |   |         |       |   |  |  |
| Data: 25 settembre 2022       |                                                         |         |       |   |         |       |   |  |  |
| Fonte: Ministero dell'interno |                                                         |         |       |   |         |       |   |  |  |

### Eletti

#### Eletti nei collegi uninominali
Eletti nella coalizione di coalizione di centro-destra (FdI - LSP - FI - NM)
| Collegio uninominale | Eletto | Eletto          | Partito           |
| -------------------- | ------ | --------------- | ----------------- |
| 01 - Grosseto        |        | Fabrizio Rossi  | Fratelli d'Italia |
| 05 - Livorno         |        | Chiara Tenerini | Forza Italia      |
| 09 - Arezzo          |        | Tiziana Nisini  | Lega              |

#### Eletti nella quota proporzionale
| Partito Democratico-IDP      | Fratelli d'Italia    | Movimento 5 Stelle |
| ---------------------------- | -------------------- | ------------------ |
|                              |                      |                    |
| Laura Boldrini Marco Simiani | Francesco Michelotti | Riccardo Ricciardi |